# Bifurcia shuangqiao
Espèce
Bifurcia shuangqiao est une espèce d'araignées aranéomorphes de la famille des Linyphiidae.

## Distribution
Cette espèce est endémique du Sichuan en Chine,. Elle se rencontre dans le xian de Xiaojin.

## Description
Le mâle holotype mesure 1,78 mm et la femelle paratype 1,86 mm.

## Systématique et taxinomie
Cette espèce a été décrite par Yang, Li et Yao en 2024.

## Étymologie
Son nom d'espèce lui a été donné en référence au lieu de sa découverte, Shuangqiaogou.

## Publication originale
(juin 2024).
- Yang, Li & Yao, 2024 : « Five new species of the spider genus Bifurcia Saaristo, Tu & Li, 2006 (Araneae, Linyphiidae) from Sichuan, China. » Zoosystematics and Evolution, vol. 100, no 2, p. 705-720 (texte intégral).